# Husby-Långhundra församling
Husby-Långhundra församling är en församling i Knivsta pastorat i Upplands södra kontrakt i Uppsala stift i Svenska kyrkan. Församlingen ligger i Knivsta kommun i Uppsala län.

## Administrativ historik
Församlingen har medeltida ursprung, före 1 januari 1886 (ändring enligt 17 april 1885) med namnet Husby församling. Innan ändringen hade dock bruket av namnet Husby-Långhundra förekommit.
Församlingen utgjorde under medeltiden ett eget pastorat för att därefter till 1962 vara annexförsamling i pastoratet Vidbo och Husby-Långhundra.  Från 1962 till 1972 annexförsamling i pastoratet Skepptuna, Lunda, Närtuna, Gottröra, Vidbo och Husby-Långhundra. Från 1972  annexförsamling i pastoratet Knivsta, Alsike församling, Lagga, Östuna, Vassunda och Husby-Långhundra.

## Kyrkor
- Husby-Långhundra kyrka